# Leptomydas sardous
Leptomydas sardous är en tvåvingeart som först beskrevs av Costa 1884.  Leptomydas sardous ingår i släktet Leptomydas och familjen Mydidae. Inga underarter finns listade i Catalogue of Life.